# Malaysias premierministre
Malaysia blev uafhængig i 1957 under navnet "Malaya". Malaysias premierministre har været:

## Under britisk styre
- Tunku Abdul Rahman (1955-1957)

## Malaya (1957-1963)
- Tunku Abdul Rahman (1957-1963)

## Malaysia siden 1963
- Tunku Abdul Rahman (1963-1970)
- Abdul Razak Hussein (1970-1976)
- Hussein Onn (1976-1981)
- Mahathir Mohamad (1981-2003)
- Ling Liong Sik (4. februar 1988-16. februar 1988) (Overgangspremierminister)[1]
- Abdullah Ahmad Badawi (2003-2009)
- Najib Razak (2009-2018)
- Mahathir Mohamad (2018-2020)
- Muhyiddin Yassin (2020-2021)
- Ismail Sabri Yaakob (2021-2022)
- Anwar Ibrahim (2022-)